# Yarrow Shipbuilders

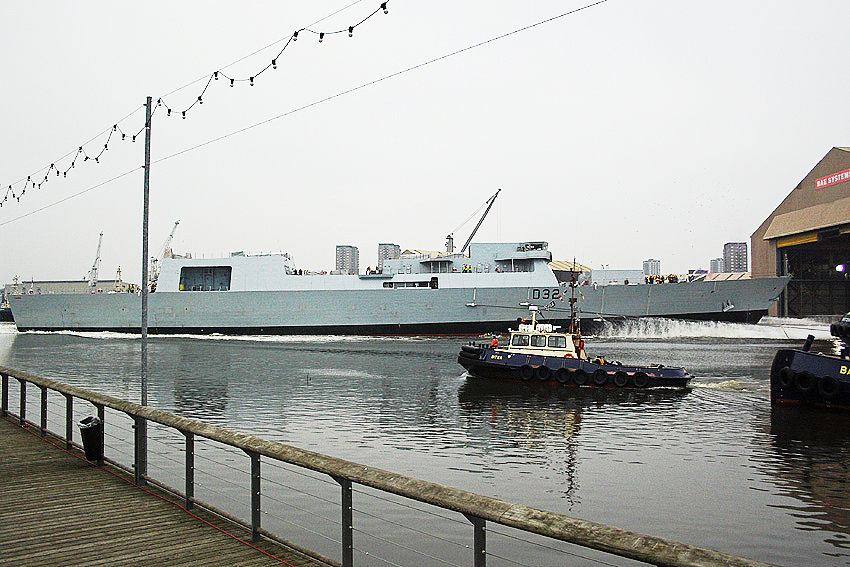
Спуск на воду ескадреного міноносця «Дерінг» типу 45 виробництва BAE Systems Surface Ships. 1 лютого 2006

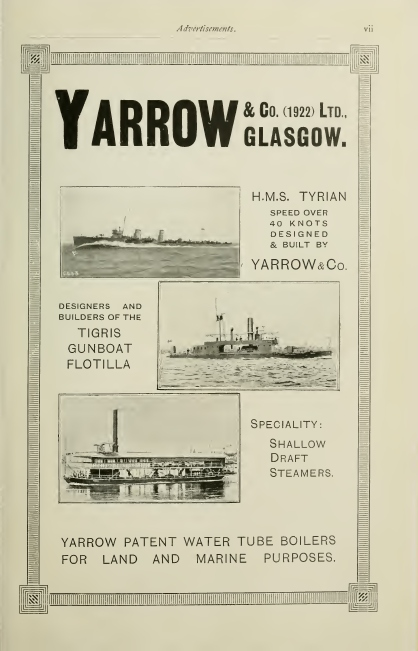
Рекламна листівка компанії Ярроу Шипбілдерз з рекламою есмінців типу S. 1922

Ярроу Шипбілдерз (англ. Yarrow Shipbuilders або англ. Yarrow Shipbuilders Limited, YSL чи скорочено Yarrow) — британська суднобудівна компанія, яка розташовувалася в окрузі Скотстон, у Глазго на річці Клайд у Шотландії. Компанія заснована у 1865 році Альфредом Ярроу, який згодом став сером 1-м баронетом, як компанія Yarrow & Company, Limited.
З часом компанія розросталася й випуск різного типу продукції неухильно збільшувався. Yarrow Shipbuilders з кінця XIX століття побудувала безліч парових морських, річкових та інших суден, а також була одним з основоположних центрів випуску парових котлів, які увійшли в ужиток, як водотрубний котел «Yarrow boiler», та встановлювалися на судна, а з часом й на військові кораблі багатьох країн світу. Вперше такий паровий котел був встановлений на торпедному катері випуску 1887 року.
Зараз компанія є часткою BAE Systems Surface Ships, яка володіє також сусідньою суднобудівельною компанією Govan shipyard з 1999 року.

## Побудовані кораблі та судна
- Річкові канонерські човни типу «Картахена»